# High Street Kensington (métro de Londres)
High Street Kensington (en anglais : High Street Kensington tube station, ou High Street Kensington London Underground station), est une station des lignes Circle et District  du métro de Londres, en zone 1 Travelcard. Elle est située sur la Kensington High Street à Kensington dans le borough royal de Kensington et Chelsea sur le territoire de Londres.

## Services aux voyageurs

### Accès et accueil
L'entrée de la station se trouve dans Kensington Arcade.

## À proximité
- Kensington Arcade